# The Mirror
The Mirror er en amerikansk stumfilm fra 1917 af Frank Powell.

## Medvirkende
- Robert Elliott som Bob Merrill.
- Marjorie Rambeau som Blanche.
- Irene Warfield som Maizie Goddard.
- Paul Everton som Boyd.
- Aubrey Beattie